# Jamesson Andrade
Jamesson Andrade de Brito (n. 13 august 1985) este un jucător de fotbal brazilian care a fost în probe la clubul U Cluj în anul 2008.
1. ↑  JAMESSON andrade de brito, Base de Datos del Fútbol Argentino